# Arthraxon
- Commons
- Wikispecies

Arthraxon  P.Beauv. é um género botânico pertencente à família Poaceae, subfamília Panicoideae, tribo Andropogoneae.
O gênero é composto por aproximadamente 70 espécies. Ocorrem na África, Ásia, Australásia, Pacífico, América do Norte e América do Sul.
No sistema de classificação filogenética Angiosperm Phylogeny Website este género é sinónimo de Psittacanthus.

## Sinônimos
| - Alectoridia A.Rich. - Batratherum Nees - Lasiolytrum Steud. | - Lucaea Kunth - Pleuroplitis Trin. |

## Principais espécies
| - Arthraxon breviaristatus Hack. - Arthraxon castratus (Griff.) Nayaran.ex Bor - Arthraxon ciliaris P. Beauv. - Arthraxon hispidus (Thunb.) Makino - Arthraxon hookeri (Hackel) Henrard | - Arthraxon lancifolius (Trin.) Hochst. - Arthraxon linifolius Henr. - Arthraxon prionodes (Steud.) Dandy - Arthraxon villosus C.E.C.Fischer |

- «PPP-Index Lista de espécies»